# 3LW
3LW е американска момичешка група, които се насладиха на редица скромни хитове по време на началото на новото хилядолетие. Неговите членове учредители са Адриен Байлън, Кили Уилямс и Натури Наогтън. Джесика Бенсън по-късно заменя Наогтън, след като напуска групата през 2002. Първоначално са продуцирани от Epic Records и по късно от So So Def.

## Дискография

### Студийни албуми
- 3LW (2000)
- A Girl Can Mack (2002)
- Naughty or Nice (2002)
- Point of No Return (неиздаден)

### Сингли
- No More (Baby I'ma Do Right) (2000)
- Playas Gon' Play (2001)
- I Do (Wanna Get Close to You) (2002)
- Neva Get Enuf (2002)
- Feelin' You (2006)

### Видео албуми
- Live on Sunset (2002)